# Công chúa Ayah bint Al Faisal
Công chúa ayah bint Al Faisal của Jordan (sinh ngày 11 tháng 02 năm 1990) là con gái cả của Hoàng tử Feisal bin Al Hussein và công nương Alia, cô là cháu gái của vua Abdullah II của Jordan.